# スマートグリッド
スマートグリッド （英語：smart grid） とは「次世代電力網」と呼ばれる新たな電力供給システムのことで、従来の電力供給システムとは異なり電力供給側と需要側の両方から制御できる双方向の電力網を構成することで、使用する電力量を最適化できるシステムである。
電力測定機能と通信機能を併せ持った、スマートメーターと呼ばれる高機能な電力計を用いることで、消費側が一日に使用する電力や時間帯と消費電力量の関係などを供給側に送ることができるようになる。これによって、消費電力の少ない時間帯には供給量を減らすなどエネルギーロスを削減できると期待されている。
またスマートグリッドによって電力網が構築されている街はスマートシティと、限られた範囲でエネルギー供給源から末端消費部分を通信網で管理するスマートグリッドは、特にマイクログリッドと呼ばれる。

## 目的
スマートグリッドの目的はコスト最小化である。スマートグリッドが消費者利益に結びつくかどうかは未知数であるが、2009年からすでにIEEEによる標準化が始まっている。
具体的にはデジタル・コンピュータ内蔵の高機能な電力制御装置同士を発電設備から末端の電力機器までネットワークで結び合わせたり、従来型の中央制御では達成できない自律分散的な制御方式を取り入れたりすることで、電力網内での需給バランスの最適化調整（#逆潮流を参照）と事故や過負荷など（#従来型の電力系統の見直しを参照）に対する抗堪性を高める。スマートグリッドにより、停電防止や送電調整のほか多様な電力契約の実現や人件費削減等が可能になった。

## 経緯
理念と事業の素地は持続的開発を志向する固定価格買い取り制度にある。にわかに生まれたものではない。
多くの邦書でアメリカ合衆国の電力事業者がスマートグリッドを考案したと書かれている。自然エネルギーを活用するという意味での事業としてはエイモリー・ロビンスが1991年に発表したConsumer Guide to Home Energy Savings が下地であるらしい。技術面では無線アドホックネットワークが専門のトーマス・ピタイトがスマートメーターの核を作ったという。
コンピュータで電力網を制御するという発想は目新しいものではなく、既に1970年代より提案されていた。米国の脆弱な送配電網を、新たに登場したコンピュータ技術により低コストで安全に運用する手法を模索する過程でスマートグリッド構想が生まれた。
電力供給者と需要者をデジタル通信線によって結ぶスマートグリッドは家庭へデジタル回線を引き込む良い機会と考えられた。そして家庭電化製品のネットワーク化推進に失敗していた高機能家電への進出を狙うメーカーやデジタル通信用のデバイス・メーカー、さらにはITネットワークを主導している企業までが大きな関心を寄せるようになった。また、欧米や日本で電気自動車、太陽光発電などが推進され始めたのも、米国が官民を挙げて次世代の送配電網の必要性を論じるきっかけになった。
米国が新たな電力網に"Smart Grid"と名づけて新たな産業分野を作ると、同様の動きが他の先進各国でも生じた。欧州は米国同様の構想で、域内の電力網の再構築・向上を検討している。
電力網全体に新技術を盛り込んだデジタル式の通信および電力制御を行う装置を配置するだけでも、巨額投資が見込める。電力機器メーカーや設備工事業者だけでなく、自動車メーカーやデジタル通信装置に関わる多くの関連業界が新市場と捉え、特にこうした分野に技術的優位性を持つ日本や米国などでは官民一体で推進しており、周辺産業界とも協力してまずは国際的な標準化の確立を目指している。最小のコストで送電網を構築することに狙いがあるため構築コストの低減が大きな課題である。
巨額投資はどこから来るか。2014年4月10日、オランダのバンクトラックという非政府組織は、関係各行がグリーンボンドへ投資をすることで市場が盛り上がっていることを評価しつつも、個人投資家の参入を促すため市場の透明化を推進しなければならないという声明を出した。関係各行とは、バンカメ、シティグループ、クレディ・アグリコル、JPモルガン、パリバ、大和証券、ドイツ銀行、ゴールドマン・サックス、HSBC、みずほ銀行、モルガン・スタンレー、ラボバンク、そしてスカンジナビスカ・エンスキルダ・バンケンである。ここに登場しなかったバークレイズ、カナダロイヤル銀行、ABNアムロ銀行も引き受け実績を上げている。

## スマートメーター

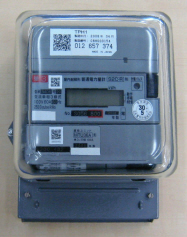
関西電力のスマートメーター

スマートメーターは、電力の検針メーター内に通信機能を持たせた次世代電力量計。電気料金の検針業務の自動化や、HEMS（後述）等を通し電気使用状況の見える化を可能にする。需要家（消費者）と電力会社との間で双方向通信を可能であるため、デマンドレスポンスなど、コミュニティレベルでのエネルギーマネジメントへの貢献が期待される。資源エネルギー庁はスマートメーター（記録型計量器）を、スマートグリッドを構成する重要な一要素であるとしている。
特徴
- 電気使用料の検針作業を、通信機能を持った電気メーターが自動的に電力事業者へ遠隔報告する (AMR)。
- 消費者がPC・モバイル画面等で料金確認ができる（見える化）。
- 細かな料金体系の実施。
- 電力使用量の常時監視により、供給計画への役立て。

メリット
- 供給者のメリット
  - 検針のための人件費や時間を削減できる。

- 消費者のメリット
  - 多様な電力契約が選択でき、期間に応じて単価に大きな格差をつける場合には、大半の期間安い電気料金を享受できる。
  - 外出先からの家電制御が容易になる。

デメリット
- 供給者のデメリット
  - 避雷などでスマートメーターが故障すると交換修理するまで電力供給が出来ない。

- 消費者のデメリット
  - 電力契約によってはピーク時等の遠隔操作によるエアコン停止（米国PG&E社）や電力単価の極端な増大が発生し、必要なときに電力を十分利用できない、または高額な料金を支払って利用することになる。
  - メーターが故障した場合は、そのものを交換、あるいは修理しなければ停電でなくても電気を使うことが出来ない。

## エネルギー管理システム
エネルギー管理システム（xEnergy Management System：xEMS）は、電気やガスなどのエネルギーの使用状況を、ICTを用い適切に把握・管理し、省エネルギーを実現するシステムである。
略称
エネルギー管理システムの略称はxEMSが広く用いられる。これは、ISO 50001が定める「エネルギーマネジメントシステム」や、ISO 14001が定める「環境マネジメントシステム」などの類似語との混同を避けるためであり、下記の略称で区別される。
- xEMS（en:Energy management system） - エネルギー管理システム
- EnMS（Energy Management System） - ISO 50001：エネルギーマネジメントシステム
- EMS（Environmental Management System） - ISO 14001：環境マネジメントシステム

スマートグリッドにおける、エネルギー管理システムはxEMSを指す。ISOの基準を示すEnMSやEMSとは全く内容が異なるので注意が必要である。なおスマートグリッドにおけるエネルギー管理システムを、日本語表記では単にEMSと略すこともあり、用語を用いる組織や場面により違いがあり明確な略称の基準は無い。
種類
xEMSには、需要側、供給側等の連携程度により様々なシステムがあり、先頭の「x」は主に対象の建物種類により、「B」「H」「M」「F」などに置き換えた下記のような用語で使用される。
- BEMS：ビルエネルギー管理システム
- HEMS：ホームエネルギー管理システム
- MEMS：マンションエネルギー管理システム
- FEMS：工場エネルギー管理システム
- CEMS：地域エネルギー管理システム

### BEMS
BEMS（ベムス）は「Building Energy Management System」の略で、ビルエネルギー管理システムのことを指す。ビルの機器・設備等の管理を見える化し、運転を制御することでエネルギー消費量の削減を目的としたシステムである。
経済産業省は、見える化による意識改革、設備更新による効率化、さらに設備運用改善が省エネルギーの構成要素であるとし、BEMSはこれらに必須なシステムであるとしている。
経済産業省は補助事業「エネルギー管理システム導入促進事業」において、ビル等にBEMSを導入し省エネを管理・支援する事業者  BEMSアグリゲータに補助金を支給したが、補助事業の予算が東日本大震災の復興予算を流用したものであることが報道され、2013年9月事業は打ち切られた（詳細は「BEMSアグリゲータ」を参照）。

### HEMS
HEMS（ヘムス）は「Home Energy Management System」の略で、家庭内エネルギー管理システムのことを指す。一般家庭内にあって家電機器の電力消費量を表示したり、遠隔的に運転を制御する。
電力使用制限契約による遠隔制御
電力需要のピーク時に、電力機器の使用を一時的に減らす代わりに電力料金を下げる。
分散発電による売電の効率化とトラブル回避
事業所発電や個人宅での余剰電力の買取時円滑に「逆方向」の電力を流し、また位相や電圧を適正に維持するよう調整する。
電気自動車の充電・放電スケジューリング
EVやPHVの充電を、電力事業者の発電電力量に余剰がある時間帯に行えるようスケジュールを組む。また、電気自動車から電力需要のピーク時に放電させる。
センサ・遠隔制御技術
一般住宅や事務所・工場等の需要家の電力消費を、スマートメーターに搭載したセンサネットワーク技術と遠隔制御技術を活用して監視し、負荷制御することで電力消費量の平準化と電圧・周波数の安定化を図る。例えば真夏の昼間に電力需要がピークとなれば、家庭のスマートメーターを経由した無線や有線による遠隔操作によって、クーラーの設定温度を短時間だけ2度ほど上げる。
充電技術
太陽光発電や風力発電のような発電電力が変動し制御できない発電装置では、個別の蓄電池に発電した電気を蓄えることによって外部に送出する電力量を一定にする、または必要なだけ放電するといった使用法が従来から用いられてきたが、スマートグリッドではこの考え方をさらに進めて、蓄電池の設置位置に関係なくグリッド内で全てを共通化すれば、発電した電気の実質的な蓄電可能量を増やすことができるとするものである。太陽光発電所や風力発電所ごと、配電網ごとや家庭・事業所ごとに、充電のためコンセントに接続された電気自動車等の蓄電池といった全てを連携して用いるためには、どこの電池に充電可能な空きがあるのかや、どの電池から放電すべきかなどを細かく制御する必要があり、センサ・遠隔制御技術も必要となる。

### MEMS
MEMS（メムス）は「Mansion Energy Management System」の略で、マンションエネルギー管理システムを指す。マンション内の電力消費量をスマートメーターなどで計測、見える化を行い、空調や照明設備等の制御や、デマンドを抑制することで電力消費量を制御するシステムのこと。MEMSは家庭用のHEMSとビルのBEMS、両方の機能を併せ持ったエネルギー管理システムであり、住戸など専有部の電力消費量を見える化・制御するデマンドレスポンスはHEMSに近く、共有部の照明や空調などの制御はBEMSに近い。
MEMSにおけるエネルギー管理を行う企業をMEMSアグリゲータと呼び、アグリゲータはマンションの各住居や、共用部の空調・照明などの電力を、受電設備や管理システムを通し見える化・管理を行う。なお、ビルにおけるBEMS導入を目的としたBEMSアグリゲータとは異なる。
2013年経済産業省はスマートマンションを推進する政策の一つとして、MEMSに対する補助金130億円の交付を決め、対象となるMEMSアグリゲータの募集を開始した。経済産業省の外郭団体『環境共創イニシアチブ』（SII）が2014年までに26社を認定した。2015年1月、予算額に達したためSIIが募集を終了した。

### FEMS
FEMS（フェムス）は「Factory Energy Management System」の略で、工場エネルギー管理システムを指す。工場の省エネルギーを目指し、エネルギーの使用・稼働状況を把握・見える化するシステム。ピーク電力の調整（ピークカット）、空調、照明、生産ラインなどの運転制御を行う。

### CEMS
CEMS（セムス）は「Community Energy Management System」の略で、地域エネルギー管理システムを指す。一定地域のエネルギーの見える化、デマンドレスポンス（需要応答）を管理し、地域の省エネルギー、節電効果を促進する。

## 逆潮流
家庭や工場といった通常は電力を消費する側が、反対に電力系統へ電気を送り出す電力のことを「逆潮流」と呼ぶ。電力系統内で配電する電力の容量は電力消費の大小、つまり需要に応じて設計されているが、逆潮流ではこの設計時に想定しなかった供給者が電力系統へ加わることになる。
品質維持
代表的な逆潮流の問題点に、電圧変動と周波数変動がある。電力系統でも大規模な送電系統では、中央給電指令所の集中監視の下で主に発電所の調速器によってこれら電力供給での品質が維持されているが、電力会社が発電量をコントロールできない逆潮流が多量に流入すると、電力の周波数安定性と電圧維持が困難になり発電所の解列（送電網からの切り放し）が行われると考えられる。
位置による不平等
事業所発電のような大規模な発電を逆潮流として受け入れる場合には電線や変圧器にオンロードタップ切換器(OLTCまたはLTC)を設置し、電圧降下を調整するなどの一定の対応が行えるが、無数の小規模な発電への対応は変圧器のタップだけでは問題となる可能性がある。例えば、同一の変圧器によって配電される住宅地内の複数の家が発電した電力を同時に逆潮流として流せば、その分だけ電圧は電線や変圧器などの許容量に応じて局所的に上昇する。日本では、電気事業法第26条および電気事業法施行規則第44条の定めにより101±6Vや202V±20Vの範囲内に収める必要があり、これを超え各家ごとに備わったパワーコンディショナが規定通り機能すれば無効電力として売電されない。また変圧器から遠い家では電圧上昇の影響を大きく受けるため、変圧器に近い複数の家が逆潮流を行えば配電系統の末端側は常に電圧の規定値上限近くになってしまって、最悪の場合末端側の家は発電して余った電力を全く売電できなくなる可能性がある。
このように、将来家庭での発電と売電が普及した時に家の立地によって売電できなくなる事態を避けるため、変圧器を増やして逆潮流を行いやすくする対策が議論されている。

## 従来型の電力系統の見直し
例えば日本の電力会社は「99.9999%の高い確度で周波数は規定内に収まっている」とその安定度を強調するが、欧米の電力網と比較すると規定の許容範囲は、60±0.2Hz以内、（中部電力 時差±10秒以内）50±0.2Hz以内、（東京電力 時差±15秒以内）と緩い。極めて安定な電力供給は当然のように考えられてきたが、停電などの大きな障害は別としても、逆潮流のような電力の安定性を阻害する要因の登場に対して、本当に電圧や周波数の変動を避けるために大きな設備投資が今後も必要か疑問の声が出始めている。周波数だけ見ても、産業用などで使われる同期式モーターのような今となっては特殊な物を除けば、多くの機器が正しい周波数を必要とはせずに、インバーター式による操作性と運転効率の改善による省エネルギーを志向する時代になっている。電圧についても、インバーター式の電源や直流動作のために内部で電圧の自動調整を行う電源回路を備える電気製品が主流となり、少しくらいの電圧の変化は多くの機器では全く影響しないようになっている。
電話回線では、専用回線によって高い通信品質を維持してきたが、それを構築して維持管理するのに大きなコストをかけてきた。デジタル通信でも当初はコストをかけた専用回線や伝送品質を保証する回線でスタートした後、今では品質と同程度に低コスト性にも配慮してベストエフォート方式を採用したIPネットワークが世界中を席巻しているが、品質に不満の声はあまり聞かれない。
逆潮流に対応するため電力網への追加投資が必要だとする議論もあるが、通信回線サービスが高い品質維持からベストエフォートへと変わったように、電力サービスにおいて極端な高品質化の維持にコストを掛け続ける必要があるのか、ベストエフォートではだめなのか再検討を求める意見もある。
電力網には、通信網には存在し得ない合成の誤謬を考慮する必要もある。1987年7月23日首都圏大停電の原因の一つにインバータ機器の負荷の定電力特性があり、配電線の電圧降下に対して負荷となるインバータ機器が電力を確保しようとして電流を多く取り込むように制御された結果、送配電網の電圧制御機能が限界に達したことが指摘されている。ただし、現在ではこのような過負荷による大規模停電はスマート化によって防止できると考えられる。

## 各国の状況

### 米国
目的
- 政府
  - 景気刺激。グリーン・ニューディール政策の推進。
  - 新たな規格を自国内で確立し、次世代インターネット産業での自国企業の立場を確固たるものにする。

- 企業
  - 送電線網の信頼性向上。
  - 温室効果ガスの削減義務。
  - 電気自動車 / プラグイン・ハイブリッド自動車へのインフラ整備。
  - 高機能電力メーターから参入して家庭IT機器のネットワーク化を独占する。
  - 個人の電力消費データを元にシミュレーションを行い、電力事業者へ売り込む。

経緯
アメリカ合衆国ではカリフォルニア州の電力危機やニューヨークの大停電をきっかけに、送配電網の整備を求める声が大きくなった。2003年の大停電事故の1ヵ月前に、米エネルギー省は「Grid2030」という送配電網の近代化に関するレポートを発表していた。2007年12月には「スマートグリッド」関連の投資資金補助や試験プロジェクトの予算に1億米ドルを拠出することを法律で決めた。バラク・オバマ大統領の就任1ヵ月後の2009年2月には、景気刺激策である「米国再生・再投資法」(American Recovery and Reinvestment Act, ARRA) の一部として、「スマートグリッド」関連分野に110億米ドル（日本円で1兆1000億円相当）を拠出することを決めた。これが今日、米国の通信とIT機器メーカーの間まで広がったスマートグリッド・ブームのきっかけとなった。
ニューメキシコ州では州政府と日本の新エネルギー・産業技術総合開発機構 (NEDO) が中心となり、スマートグリッド構想に基づく実証研究プロジェクト「Green Grid」を企画している。日本の経済産業省は以前より州政府と太陽熱発電などの再生可能エネルギーで繋がりがあり、協力関係にあった。2009年2月には州政府から日本へ提案され、4月に会合が持たれて、6月末までにプロジェクト概要を提案し、2009年の夏には可否が決定される予定である。5MWの配電線（フィーダー線）1本を対象にして、1,200軒の家庭、1つの学校、複数の事業所を含む地域の電力網に2MWの電力貯蔵施設と1MWの太陽光発電施設を加えた。
オバマ大統領はアメリカ連邦議会 に対して、代替エネルギーの生産を2009年からの3年間で2倍にし、新しい「スマートグリッド」を建設するための法案を通過させるために遅滞なく行動するように要請した。
化石燃料と温暖化ガスの排出削減は、エネルギー安全保障や地球温暖化問題の対策の1つとして多くの政府が推進している。米国の電力消費量を5%削減できれば、5,300万台分の自動車に相当する化石燃料の節約と温暖化ガス排出量の削減が実現するといわれており、実現手段の1つとしてスマートグリッドが検討されている。
スマートグリッドによる米国国内の電力網の変化は、2009年現在から既に始まったスマートメーターの導入であり、既に全米では8州を除く42の州政府が政策での何らかの形でスマートメーターへの取り組みを示しており、一部は取付け段階である。2011年から2020年頃までには、無線や有線通信によって家庭内の電気を使用する機器類の電力使用を遠隔操作することが想定されている（例）。米国の動きに対応して、日本を含む世界中の企業が将来の大きな市場を目指して自社の持てる技術を宣伝している。

### 日本
2011年に政府が5年間でスマートメーター4000万台の導入計画を発表。スマートメーターの他、電力制御技術全般や超伝導ケーブル、NAS電池のような大規模蓄電池システムを売り込むビジネスチャンスとの見方が強い。住友電気工業は高温超伝導ケーブルを売り込んでいる。日本では2013年ごろから実用化に向け、小規模な電力網で実証実験が行われている。もっとも、アメリカでの実験には日本企業が何度も参加している。同年2月の特許庁による報告では、1995年から2012年までの全世界における送電系統広域監視システムに関する特許登録件数を出願人国籍別にみた場合、日本が38.2％（483件。このうち東芝が359件）を占めた。2014年にスイスのABBグループを核としたカルテルが報告され、日本勢が芋づる式に摘発された。2015年に電力広域的運営推進機関を設置。
元々日本では、電力会社が大口需要家（工場、大規模ビル等）向けに光ファイバ等を用いて電力消費量をほぼリアルタイムにモニタリングするシステム（一般的に電力会社においてロードサーベイと呼ばれるもの）が1990年代より構築されている。一例を挙げると、東京電力では1995年、九州電力では1996年より同種のシステムが順次導入されている。現在日本国内で開発が進められているスマートグリッド技術の多くは、このロードサーベイから発展したものである。
住友電気工業や住友精密工業により電力網構想が提案されており、太陽光発電と高温超電導直流電力ケーブルの組み合わせによる地球規模の電力網敷設を段階的に推進する「PPLPソリッドDC・超長距離・大容量・国際連系・海底ケーブル」によって、最終的には人類の必要とする全エネルギーを再生可能な手段によって得ることを目指している。
経済産業省の望月晴文事務次官は2009年2月19日の記者会見で、アメリカでスマートグリッドが提唱されているのは送電網がつぎはぎだらけなためによく大停電を起こすのが理由で、日本は送電網がしっかりしているから追従する必要はないのではないかという見方を示した。
東京工業大学・東京電力・東芝・日立製作所などが共同で「日本版スマートグリッド」実証実験を東工大キャンパスで2010年度から行うと報道された。実験に東芝･日立製作所･東芝三菱電機産業システム・富士電機システムズ（現富士電機）・明電舎・伊藤忠商事・関電工の参加が決まっており、期間は3年間の予定である。
実証実験では実際の家庭生活を想定し、家庭用の太陽光パネルを設置して冷蔵庫などの一般的な家電製品や電気自動車、ヒートポンプ式給湯器に利用する一方、余った電力については蓄電池にためたり、電力会社に実際に売ったりするという。電力の売買状況をコンピューターで把握し、コンピューター内にシミュレートした送電線網への影響を分析。送電線網に影響を与えずに太陽光発電を有効利用できる売電の時間帯や電気自動車への充電時間帯などを検証する。
日本より米国の方がスマートグリッド参入に意向や興味を示している企業は多種多様だが、日本国内では家庭内通信まで踏み込んだ改革を目指す計画ではなく、新築住宅などでの家庭用太陽光発電と家庭用コジェネレーション装置といった家庭での自家発電が進められている。日本国内は電力網でもロードサーベイに代表される電力監視センサのネットワークが充実してきており、各電力会社は需要家の負荷変動を予測しながら細かな変動は電力監視のネットワークで随時把握し細かな対応を行えるとしており、米国のように一般家庭の家電製品を電力需要に応じて遠隔制御する取り組みに積極的でない。欧米や中国などが進める大規模なスマートグリッド計画と対照的に、日本では産官学共同にもかかわらず小規模な実証試験ばかり少数行われる程度の現状が"ガラパゴス化"に繋がるのではないかと危惧する声も出ている。

### 欧州
再生可能エネルギーの利用拡大。電気自動車のインフラ整備。ブロックチェーンに使うモノのインターネットの普及拡大。地中海を取り巻くスーパーグリッドへの応用＝スーパースマートグリッドまで構想されている。
英国とイタリアでは、電力料金の不払いに対応するためにスマートメーターの導入を進めている。1995-2012年の送電系統広域監視システムに関する特許登録件数では、米国市場ですらゼネラル・エレクトリックがABBグループにあと一歩及ばない（28対31）。
EEBUS(E-E-Bus)は、スマートホームとスマートグリッドの間の相互コミュニケーションを可能にする架け橋である。 ドイツの技術者たちは、EEBUSを様々なデバイスが交信できるようにするための、国際共通言語つまり国際標準にすることを狙っている。 インテリジェントで将来性のある充電コントローラのメーカーとして有名なベンダー社（Bender GmbH & Co. KG)は現在、充電コントローラの全製品に標準機能としてEEBUS通信規格を提供している。このように、ベンダー社は設定を必要としないEEBUSを提供する最初のコントローラメーカーである。

### 中国
スマートグリッド（智能電網）を利用した電力供給体制の整備（4兆元（約50兆円）の投資を決定）。

## 標準化
2008年に国際電気標準会議がStrategic Group 3 を設置して本格的に標準化を計画するようになった。
IEEEでは2009年からP2030規格(スマートグリッドの相互運用性に関する指針)の策定に当たった。また米国政府は、NISTへ機器・システム間での相互運用性確保に関連した標準規格（機器・システム自体の標準規格ではない）の選定を指示した。NISTはこれを受けてEPRIと委託契約を行い、中間報告書が公表された。IEEE2030は2011年9月に標準化が完了している。
IEEE1888: （スマートグリッドを想定した）次世代のビル管理・ビルエネルギー管理(BEMS)部門の通信規格。
ECHONET Lite: ECHONETコンソーシアムが策定した家電のネットワーク通信規格。家庭のエネルギー管理(HEMS)部門での利用が想定されている。日本のガラパゴス規格化している。
Matter:世界的なスマートホームの標準規格。v1.4から電力関連機器がサポートされスマートグリッド実現に使えるようになった。
IEEE802.15.4g: Smart Utility Network(SUN)と呼ばれ、微弱無線でマルチホップ式に、センサ・データを収集することができる通信規格である。
ZigBeeやHomePlug Powerline Allianceなどの企業も宅内電気機器に採用されるよう働きかけを行っている。